# Claoxylon glandulosum
Claoxylon glandulosum là một loài thực vật có hoa trong họ Đại kích. Loài này được Boivin ex Baill. mô tả khoa học đầu tiên năm 1861.